# Viktor Kravchenko (transfuge)
Pour les articles homonymes, voir Viktor Kravchenko et Kravchenko.
 (décembre 2008).
Viktor Andreïevitch Kravchenko (en russe : Виктор Андреевич Кравченко , né le 11 octobre 1905 à Iekaterinoslav (aujourd'hui Dnipro) et mort le 25 février 1966 à New York, est un transfuge et dissident soviétique et l'auteur de I Chose Freedom, livre dénonçant le système soviétique, publié à New York en 1946. La traduction française, J'ai choisi la liberté, fut en France un immense succès d'édition et l'occasion d'une polémique politique.

## Biographie
Victor Kravchenko est né dans une famille de révolutionnaires, son père ayant participé à la révolution de 1905 et a fait plusieurs années de prison. À 17 ans, Viktor devient membre des Komsomol, l'union des jeunesses communistes soviétiques. Jeune adulte, il travaille comme contremaître dans un atelier de mécanique. Il devient membre du Parti communiste pansoviétique (bolchevik) à l'âge de 23 ans. Le parti l'envoie étudier à l’Institut technologique de Kharkiv où il obtient son diplôme d'ingénieur. Il travaille dans la région du Donbass. En 1928, il fait son service militaire dans l'Armée rouge, où il combat la révolte basmatchi.
Kravchenko est témoin et acteur involontaire de la famine dans la paysannerie ukrainienne (Holodomor) résultant de la collectivisation forcée en Union soviétique. Cette famine ainsi que les exécutions massives sous la dictature de Joseph Staline lui inspirent des doutes croissants sur la valeur du système soviétique.
Au cours de la Seconde Guerre mondiale, il devient commissaire politique avec le grade de capitaine dans l'Armée rouge et reçoit des responsabilités dans l'industrie de guerre. Il est ensuite transféré à la Chambre de commerce soviétique à Washington, chargée des achats de matériels de guerre que l'URSS n'arrive pas à produire elle-même. Il y constate que la surveillance policière au sein de la délégation soviétique aux États-Unis est aussi dure qu'en URSS.
En 1944, Kravchenko fait défection et demande l'asile politique aux autorités américaines. En avril 1944, dans une interview au New York Times, il dénonce le « régime d'arbitraire et de violence » du gouvernement soviétique. La propagande nazie ne manquera pas d'utiliser ces déclarations pour tenter de diviser les Alliés. Les Soviétiques réclament son extradition pour trahison, mais il obtient l'asile politique et vit sous un pseudonyme pour échapper aux équipes de tueurs du SMERSH, qui avaient liquidé un grand nombre de transfuges soviétiques. Il se marie à Cynthia Kusher et a deux fils, Andrew et Anthony, qui ne furent pas informés du passé de leur père.
Kravchenko est devenu célèbre grâce à son livre autobiographique I Chose Freedom, publié en 1946, dans lequel il fait des révélations sur la collectivisation de l'agriculture, les camps de prisonniers soviétiques du Goulag et leur exploitation. Le livre est publié dans un contexte tendu entre les pays du bloc communiste et les pays occidentaux. Sa publication est dénoncée par l'Union soviétique et les partis communistes qui lui sont liés. Le livre de Kravchenko connaît un énorme succès international. Publié en France en 1947, le livre reçoit le Prix Sainte-Beuve au mois de juin mais devient rapidement la cible de la presse communiste et apparentée.
Après la publication d'une suite à ses mémoires, intitulés J'ai choisi la justice, il se lance dans une croisade pour un nouveau mode de production et part en Bolivie investir sa fortune dans l’organisation de collectivités de paysans pauvres. Ruiné par l'expérience, il retourne à New York et se retire de la vie publique.

## Procès de Kravchenko contre le journal d'Aragon

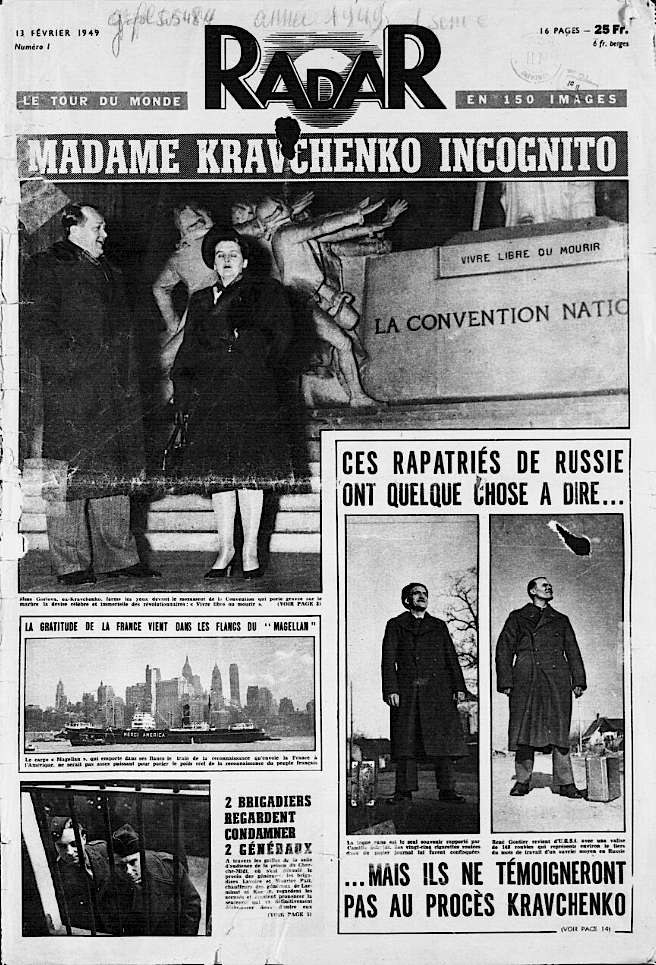
Lancé le 13 février 1949, le magazine français Radar titre sur le procès Kravchenko.

En 1947, l'hebdomadaire Les Lettres françaises, dirigé par Louis Aragon, figure du Parti communiste français, lance une polémique contre le livre qu'il publie en France, témoignant de l'existence de camps de concentration soviétiques. Le journal l'accuse d'être un désinformateur et un agent des États-Unis. Publié dans plus 20 langues en 1946, le livre n'était sorti en France qu'en 1947.
L'article dénonciateur, daté du 13 novembre 1947, est signé Sim Thomas, présenté comme un journaliste américain. L'identité de l'auteur réel, le journaliste André Ulmann, ne sera révélée qu'à la fin des années 1970,. Le but de l'article est de nier la réalité des camps d'internement soviétiques. Intitulé « Comment fut fabriqué Kravchenko », il l'accuse, pour le décrédibiliser, d’être traître à sa patrie, alcoolique, affabulateur, de « mœurs dissolues » et asservi aux services secrets américains. Le PCF fut sollicité par l’URSS pour démolir Viktor Kravchenko dans sa presse. Les Lettres françaises est le premier de ses journaux à accepter.
Kravchenko porte plainte pour diffamation contre Les Lettres françaises, qui reçoit son assignation le 12 février 1948. Le « procès du siècle » débute le 24 janvier 1949 devant le tribunal correctionnel de la Seine et dure deux mois. Une centaine de témoins y participent.
L'Union soviétique envoie, afin qu'ils le désavouent, d'anciens collègues de Kravchenko et son ex-épouse, souvent destabilisés par les questions embarrassantes de l'avocat de Kravchenko, Georges Izard.
Les avocats de Kravchenko font venir à la barre des survivants de camps de concentration soviétiques comme Margarete Buber-Neumann, la veuve du leader communiste allemand Heinz Neumann, victime de la Grande terreur et fusillé en 1937, elle-même déportée dans un camp du Goulag. Après la signature du pacte germano-soviétique, elle avait été livrée par Staline à l'Allemagne nazie et envoyée dans le camp de concentration de Ravensbrück.
Le 4 avril 1949, le procès est remporté par Kravchenko. Le tribunal lui accorde un dédommagement de 150 000 francs, somme symbolique (il réclamait 11 millions) et condamne Claude Morgan et André Wurmser, visés par la plainte, à 5 000 francs d'amende chacun.
En appel (novembre-décembre 1949), la condamnation est maintenue, les avocats de Wurmser et Morgan ne parvenant qu'à réduire la peine au franc symbolique.
Georges Izard, académicien, résistant et fondateur de la revue Esprit, est surnommé « l’avocat de Coca-Cola » par la presse communiste, parce qu’il a naguère plaidé pour cette société américaine.
Les témoins de Kravchenko sont essentiellement des personnes déplacées, dont certaines avaient été internées dans des camps de travail. Parmi leurs témoignages, celui de Buber-Neumann eut un grand retentissement. Il faut noter également celui d'André Moynet.
Le procès vit l'intervention pour la défense de nombreux « témoins de moralité », appelés « compagnons de route » par les anti-communistes, dont Emmanuel d'Astier de la Vigerie, Jean Bruhat, Louis Martin-Chauffier, Pierre Courtade, Roger Garaudy, Fernand Grenier, Frédéric Joliot-Curie, Ernest Petit, Vladimir Pozner et Vercors.
Les États-Unis suivent l'affaire de près ; selon l'historien Irwin M. Wall « les plus hauts responsables du département d'État et de la CIA s'occupèrent du procès […]. Dean Acheson suivait l'affaire personnellement : ainsi c'est lui qui, par télégramme, demanda à l'ambassadeur américain à Paris de prévenir Me Izard que les témoins venus d'Allemagne étaient à sa disposition ».

## Décès
La mort de Kravchenko, d'une balle dans la tête dans son appartement, fut considérée à l'époque comme un suicide, mais son fils continue de croire qu'il fut assassiné par le KGB.

## Publications
- V.-A. Kravchenko, J'ai choisi la liberté ! La vie publique et privée d'un haut fonctionnaire soviétique, traduit de l'américain par Jean de Kerdélan, Paris, Éditions Self, 1947 (BNF 32324695) ; réédition : Paris, Éditions Olivier Orban, 1980  (ISBN 2-85565-129-8).
- V.-A. Kravchenko, L'Épée et le serpent, j'ai choisi la justice !, traduit de l'édition américaine I Chose Justice !, Paris, Éditions Self, 1950 (BNF 32324699).
- Kravchenko dépose, déposition de V. A. Kravchenko devant la Commission des activités anti-américaines, Paris, Vent du large, 1948.

## À voir aussi